# Écoterrorisme
L'écoterrorisme est un néologisme controversé utilisé pour désigner les menaces, intimidations et de destruction de biens ou d'actes de violence contre des personnes commis au nom de l'écologisme.
Le terme a été forgé en 1983 aux États-Unis et a commencé à être utilisé par les autorités américaines, en particulier le FBI, pour qualifier certaines actions du mouvements des droits des animaux. 
En Europe, le terme est utilisé depuis les années 2020 par certains médias et personnalités politiques pour disqualifier des actions de désobéissance civile, manifestations, sabotages ou destructions de certains outils agricoles menées par des groupes écologistes. Cependant, aucun acte de « terrorisme écologiste » n'a jamais été qualifié par le moindre tribunal, et l'utilisation de ce terme est réfutée par la communauté scientifique et la plupart des institutions internationales, qui y voient au mieux un abus de langage, au pire un outil de bataille sémantique pour réprimer, stigmatiser et intimider les militants écologistes, et justifier leur brutalisation par les forces de l'ordre.

## Définition

### Définition par les forces de l'ordre
Le terme est forgé en 1983 par l'écrivain américain et militant ultra-libéral Ron Arnold, président du Center for the Defense of Free Enterprise (centre pour la défense de la libre entreprise) et fondateur autoproclamé du mouvement américain Wise Use qui promeut la dérégulation de la propriété privée. Il l'utilise pour la première fois dans un article du mensuel libertarien Reason et le définit comme un « crime pour sauver la nature ».

La section antiterroriste du Federal Bureau of Investigation (FBI) définit l'écoterrorisme comme 

« l'usage ou la menace d'utiliser la violence physique ou morale de manière criminelle, contre des victimes innocentes ou des biens, par un groupe d'orientation écologique interne à l'état, pour des raisons politiques liées à l'environnement, ou visant une audience dépassant cette cible, souvent de nature symbolique. »

Les autorités britanniques incorporent dans leur loi de sécurité intérieure des dispositions visant à protéger spécifiquement les chercheurs des actions des mouvements des droits des animaux et, aux États-Unis, des lois spécifiques telles l'Animal Enterprise Terrorism Act sont adoptées en 2006. 
En France, le droit ne prévoit aucune distinction des actions écoterroristes des incriminations classiques de « menaces sous conditions » ou « association de malfaiteurs en relation avec une entreprise terroriste » : c'est le terrorisme en tant qu'action qui est condamné, indifféremment de son mobile. Il existe dans le code pénal une notion de « terrorisme écologique » (et non « d’écoterrorisme »), mais celle-ci vise l'emploi de méthodes visant à dégrader l'environnement dans un but terroriste, bien éloigné de l'activisme écologiste : « le fait d’introduire dans l’atmosphère, sur le sol, dans le sous-sol, dans les aliments ou les composants alimentaires ou dans les eaux, y compris celles de la mer territoriale, une substance de nature à mettre en péril la santé de l’homme ou des animaux ou le milieu naturel ». Autrement dit, le fait de polluer consciemment et volontairement l’environnement, soit exactement le contraire de ce que souhaitent et font les mouvements écologistes.

### Critique du terme: résistance pacifique, démonstrations médiatiques, sabotage ou terrorisme?
L'Organisation des Nations-Unies définit ainsi le terrorisme : « tout acte commis dans l’intention de causer la mort ou des blessures graves à des civils ou à des non-combattants, qui a pour objet, par sa nature ou son contexte, d’intimider une population ou de contraindre un gouvernement ou une organisation internationale à accomplir un acte ou à s’abstenir de le faire ». Dans les faits, quasiment aucun groupe écologiste ne correspond à cette définition, puisqu'aucun groupuscule d'ampleur significative n'a jamais ciblé des vies humaines ni cherché à semer la terreur, la plupart se contentant de pratiquer le sabotage ciblé sur des objets. 
L'usage du terme « écoterrorisme » est donc contesté par la large majorité des militants écologistes, et considéré excessif et inapproprié par les spécialistes du sujet,, y compris les institutions judiciaires nationales et internationales, jusqu'aux Nations-Unies. De fait, l'essentiel des agissements des quelques groupes écologistes engagés dans l'action directe visent essentiellement des équipements (appartenant généralement à de grandes entreprises plutôt qu'à des particuliers), en veillant soigneusement à ne jamais mettre en danger des humains, ces équipements étant d'ailleurs dans une grande partie des cas eux-mêmes illégaux,. Même les groupes combattants comme Sea Shepherd ont toujours veillé à ne jamais faire de victimes, et ont toujours systématiquement porté assistance aux marins des navires de pêche illégale qu'ils éperonnaient.
L'accusation en écoterrorisme demeure donc, pour l'essentiel, un élément de langage abusif visant à discréditer, criminaliser et intimider les mouvements écologistes,, et a notamment été utilisé massivement par le ministre de l'intérieur français Gérald Darmanin. Mais malgré ces nombreuses accusations et incriminations, il n’y a jamais eu en France de condamnation de militants ou mouvements écologistes pour des infractions commises dans le cadre d’une « entreprise terroriste », et le Conseil d’État a systématiquement débouté les incriminations en écoterrorisme portant sur des groupes activistes écologistes, tels que Les Soulèvements de la Terre.
D'ailleurs, aucune juridiction significative ne semble avoir jamais constaté de faits d'écoterrorisme, et une directive de l’Union européenne relative à la lutte contre le terrorisme de 2017 précisant les actes qui peuvent être considérés comme des « infractions terroristes » (définies comme visant systématiquement les vies humaines) signale explicitement que « les actes visant par exemple à contraindre des pouvoirs publics à accomplir ou à s’abstenir d’accomplir un acte quelconque, sans qu’il soit, pour autant, inclus dans la liste exhaustive des infractions graves, ne sont pas considérés comme des infractions terroristes ». 
Dans ses Lignes directrices sur la liberté de réunion pacifique, le Bureau pour les institutions démocratiques et les droits de l'homme de l'Organisation pour la sécurité et la coopération en Europe souligne l'importance de protéger le recours aux actions pacifiques de désobéissance civile, en précisant que « les réponses des États, y compris les arrestations et les sanctions, doivent être proportionnelles aux infractions respectives », que « tout pouvoir d’appréciation octroyé aux services de maintien de l’ordre devrait être étroitement défini » et que« législation nationale conçue pour lutter contre « le terrorisme » ou « l’extrémisme » devrait définir étroitement ces deux termes de manière à ne pas inclure des formes de désobéissance et de protestation civile ». 
Dans un rapport paru en février 2024, le rapporteur spécial des Nations unies Michel Forst, au titre de la convention d’Aarhus (le texte onusien protégeant les défenseurs de l’environnement), sonne l'alarme contre la banalisation de l'accusation en écofascisme ou écoterrorisme dans les discours politiques dès qu'il est question de contestation environnementale : 
« Dans un certain nombre de pays (dont l’Autriche, la France, l’Allemagne, l’Espagne, la Suède et le Royaume-Uni), des personnalités publiques, en particulier des représentants de partis politiques, des membres du Parlement et même des ministres [...] ont qualifié des organisations et militants environnementaux d’écoterroristes et les ont comparés à des organisations criminelles, autorisant du même coup une réponse armée complètement disproportionnée ». C'est au contraire selon lui cette criminalisation des défenseurs de l’environnement qui constitue aujourd'hui une « menace majeure pour la démocratie ».

« La répression que subissent actuellement en Europe les militants environnementaux qui ont recours à des actions pacifiques de désobéissance civile constitue une menace majeure pour la démocratie et les droits humains. L'urgence environnementale à laquelle nous sommes collectivement confrontés, et que les scientifiques documentent depuis des décennies, ne peut être traitée si ceux qui tirent la sonnette d'alarme et exigent des mesures sont criminalisés pour cette raison. La seule réponse légitime au militantisme environnemental et à la désobéissance civile pacifiques à ce stade est que les autorités, les médias et le public réalisent à quel point il est essentiel que nous écoutions tous ce que les défenseurs de l'environnement ont à dire. [...]

De nombreuses personnalités politiques, notamment des membres du gouvernement, font délibérément l'amalgame entre « perturbation » et « violence », justifiant ainsi l'usage excessif de la force par les forces de l'ordre à l'encontre des manifestants. [...] Cette rhétorique permet également aux autorités publiques de justifier plus facilement l'utilisation de mesures répressives, notamment de mesures destinées à lutter contre le crime organisé et le terrorisme. »

— Michel Forst, Rapporteur Spécial des Nations unies sur les Défenseurs de l'Environnement au titre de la Convention d'Aarhus, 2024.
Le terme « écoterrorisme » apparait donc essentiellement comme une simple insulte politique sans réelle existence concrète, comme la notion similaire d'écofascisme.

## Historique

### En Amérique du Nord
La mouvance écologique radicale apparue en Grande-Bretagne entre la fin des années 1960, notamment en lien avec les mouvements anti-chasse, se déplace aux États-Unis au début des années 1970 et donne lieu à la naissance des groupes comme Environmental Life Force ou Earth First!, et plus tard Earth Liberation Front.
Xavier Raufer, criminologue et ancien militant d'extrême droite considère que les premières actions pouvant être qualifiées d'écoterrorisme débutent dans l'Ouest des États-Unis par « par un activisme anti industriel-immobilier », mais que la mise en place du Patriot Act après le 11 septembre 2001 (précisant que tout sabotage devient un acte terroriste, sanctionné de 10 ans de prison minimum), en marquerait la fin.
En 1988, un groupuscule du mouvement de « libération animale », associé au réseau d'organisations opposé aux armes à feu Freedom States Alliance est accusé d'avoir planifié un attentat le 10 novembre 1988, contre Leon Hirsch, président d'une firme qui pratique l'expérimentation animale. Toutefois, l'enquête révélera plus tard qu'il s'agissait d'un coup monté par la firme de sécurité privée Perceptions International, agissant pour le lobby du Bureau of Alcohol, Tobacco and Firearms pour discréditer ces causes. 
Dans la même veine, en 1991, un certain « Screaming Wolf » publie aux États-Unis un texte d'une rare violence intitulé A Declaration of War; Killing People to Save Animals and the Environment (« Déclaration de guerre : tuer des gens pour sauver les animaux et l'environnement »), procédant à des appels au meurtre et recommandant notamment d'éventrer les bouchers ou d'expérimenter sur des scientifiques, dans un retournement total jusqu'à l'absurde des pratiques animales. Toutefois selon la philosophe Anne Dalsuet, « Il n'est pas exclu que ce texte ait été commandité par les lobbies industriels pour discréditer les mouvements de défense de la cause animale », l'auteur étant totalement inconnu et lié à aucune organisation identifiée.
Entre 1978 et 1994, le terroriste Theodore Kaczynski alias « Unabomber » tue 3 personnes et en blesse 23 autres à l'aide de 16 colis piégés, et revendique son acte dans une posture écologiste et surtout anti-technologique, d'inspiration anarcho-primitivisme et néo-luddiste. Toutefois, son acte est isolé et relève davantage de la psychiatrie que d'un engagement politique, l'auteur étant un marginal instable et solitaire affilié à aucun groupe politique connu. 
En juin 2001, Jeffrey Luers, est condamné à 22 ans et 8 mois de prison pour avoir brûlé trois SUV à Eugene, dans l'Oregon, avec l'aide d'un ami, pour attirer l'attention sur la consommation excessive de gazole aux États-Unis et le réchauffement climatique. Les dégâts sont estimés à environ 40 000 dollars. Un expert assure que Luers a pris soin de ne blesser personne. Sa libération intervient au bout de dix ans, en décembre 2009[source insuffisante].
Le FBI estime en 2002 que l'Animal Liberation Front (ALF) et l'Earth Liberation Front (ELF) ont entre 1996 et 2002 commis plus de 600 actes criminels aux États-Unis, entraînant des dégâts estimés à plus de 43 millions de dollars,. En 2008 il considère encore les actions écoterroristes et des extrémistes des mouvements pour les droits des animaux comme étant l'une des sources de terrorisme interne les plus importantes avec plus de 2000 crimes en 30 ans pour un montant de plus de 100 millions de dollars de pertes matérielles. Toutefois, la qualification de terrorisme pour des actes visant exclusivement des biens et jamais des personnes, peut être considérée comme excessive dans un tel cadre.

### En Europe

#### Utilisation contestée du terme dans les années 2020

##### France
En France, selon le directeur du Centre français de recherche sur le renseignement, Eric Denécé, les actions de fauchage d'OGM au début du XXIe siècle et d'Extinction Rebellion démarrées au début des années 2020 sont « des groupes actifs, dont les actions relèvent régulièrement de la violation de l’ordre public, mais ce n’est pas de l’action terroriste ». Le politologue Eddy Fougier estime en 2016 que les actions des associations animalistes et néo-luddistes menacent certes la sécurité des entreprises en France (notamment celles du secteur des organismes génétiquement modifiés ou celles qui pratiquent l'expérimentation animale), mais ne constituent pas pour autant un « écoterrorisme ». Le directeur général de la DGSI, Nicolas Lerner confirme en juillet 2023 « qu'aucune action de nature terroriste n'a été commise au nom de la cause environnementale ces dernières années » tout en appelant à rester vigilant.
Cependant, au début des années 2020, plusieurs actions menées en France, de désobéissance civile, manifestations (entrainant parfois des oppositions violentes avec les forces de l'ordre), sabotages et destructions de certains outils agricoles (bassines, champ de muguet, etc) sont qualifiées d'écoterroristes dans les médias et par plusieurs personnalités politiques telles que Gérald Darmanin, ministre de l'Intérieur. Ce rapprochement avec le terrorisme est critiqué par des personnalités politiques, majoritairement de gauche, qui le voient comme « une insulte aux militants écologistes et aux victimes du terrorisme ». Noël Mamère, ancien homme politique écologiste, décrit l'usage de ce terme « infamant » pour définir des militants écologistes comme étant le début d'une « guerre sémantique ». Selon le journaliste Pascal Riché ce terme est utilisé à des fins de « guerre sémantique » pour « préparer le terrain pour une répression disproportionnée » et conduit à banaliser le véritable terrorisme.
Mesures judiciaires liées au terrorisme
Entre fin 2019 et 2021, la 16e chambre du tribunal de grandes instances de Paris, chargée des affaires des Juridictions Inter Régionales Spécialisées (JIRS) pour le terrorisme et délits de guerre, juge notamment des procès contre des militants poursuivis pour avoir décrochés des portraits du président français et des activistes écologistes entrés illégalement sur le tarmac de l'aéroport de Roissy.
En 2023, des militants du collectif Soulèvements de la Terre sont arrêtés par la sous-direction anti-terroriste française pour le sabotage de la cimenterie Lafarge,.

##### Royaume-Uni
Au Royaume-Uni,  la loi sur l'ordre public (Public Order Act) de 2023 accorde à la police des pouvoirs étendus pour restreindre les manifestations pacifiques, introduisant de nouvelles infractions pénales et ciblant explicitement les militants environnementalistes. 

##### Monde germanique
En Allemagne, durant la même période, des actions de désobéissance civiles principalement liées à la lutte contre le réchauffement climatique, menées par des groupes comme Last Generation (perturbations d'aéroports, barbouillage de peintures célèbres, etc) sont qualifiés de « terrorisme climatique » (Klimaterroristen), écoterroristes voire RAF-climatique par les médias. Ces termes sont critiqués par une partie du public et certains politiciens. Le mouvement Ende Gelände, qui encadre ses actions par un consensus d'action, tend dans les actions prévues en fin 2022, à accepter des dégâts aux propriétés tout en refusant encore les affrontements avec la police. Un de ses cofondateurs indique que si « la société ne veut pas changer, on doit imposer son cout sur la société ».
Au Danemark, les « extrémistes climatiques » figurent sur la liste des « menaces terroristes pour le Danemark » du Service danois de sécurité et de renseignement (PET) depuis 2022. Le même rapport indique pourtant aussi que « il n'y a actuellement aucun groupe extrémiste climatique au Danemark qui soit prêt à recourir à la violence dans son combat ».

##### Pays latins
En Espagne, le rapport 2022 du ministère public inclut le mouvement Extinction Rebellion dans la rubrique « Terrorisme international ». Le rapport 2023 incluait à l'origine deux mouvements pacifiques (Extinction Rebellion et Futuro Vegetal) dans la rubrique « Terrorisme national », avant de les supprimer après avoir reçu des plaintes publiques de la part des groupes concernés.
En Italie, la loi dite « éco-vandalisme » 16, adoptée en janvier 2024 par le gouvernement d'extrêmet-droite de Giorgia Meloni, a introduit de nouvelles dispositions contre le « vandalisme » pendant les rassemblements, avec des sanctions allant d'un à cinq ans d'emprisonnement et une amende pouvant aller jusqu'à 10 000 euros.

## Analyse sociologique du phénomène
Pour la politologue Myriam Benraad, l’écoterrorisme, « terrorisme environnemental » ou « terrorisme animalier », est une violence politique qui puise ses sources et justifications dans le registre de la vengeance : « des groupes comme le "Front de libération des animaux" et le "Front de libération de la Terre", créés en 1979 concernant le premier et en 1992 pour le second, affirment "venger", par leurs actions directes ou clandestines, une vie animale et un environnement exploités et détruits par un capitalisme sans foi, ni loi ».
Pour le Dr. Simon Tuene, spécialiste des contestations et des mouvements politiques de l'Université libre de Berlin beaucoup de mouvements écologiques reconnaissent le besoin d'évoluer et que malgré les grandes manifestations comme les Grève étudiante pour le climat rassemblant des millions de personnes à travers le monde, peu de réponses satisfaisantes à la lutte contre le réchauffement climatique ont été apportées, nécessitant donc des actions plus impactantes. Selon lui, personne dans ces mouvements ne diffuse des idées de violence envers la police ou ceux responsables des crises climatiques, mais le manque d'actions des gouvernements devient de plus en plus insupportable pour ceux qui voient la crise arriver. Il pressent donc que les individus et collectifs choisiront des moyens plus drastiques à l'avenir.
Le livre Comment saboter un pipeline, de l'universitaire Andreas Malm, sorti en 2021, aurait joué un rôle dans le glissement des groupes écologiques (notamment en faveur d'une justice climatique) vers des actions qui ne sont plus strictement non-violentes,. Andreas Malm réfute toutefois les procès en terrorisme : «[Le terrorisme] tue sans faire de distinction entre combattants et non-combattants [...]. Un tel abus de langage ne serait pas une surprise chez les gardiens du business as-usual.». De fait, Malm n'incite jamais à menacer les personnes, mais à pratiquer le sabotage d'équipements économiques, ce qui distingue clairement son approche de celle du terrorisme à proprement parler.

## Dans l'art et la culture
Le sujet d'actions armées et violentes pour défendre des causes environnementales est prégnant dans de nombreux récits. 

### Littérature
Le roman d'Edward Abbey, Le Gang de la clef à molette (The Monkey Wrench Gang) coïncide avec le début des activités qualifiées d'écoterrorismes aux États-Unis, principalement caractérisés par des sabotages de sites industriels comme le raconte le récit. Dès 1998, Tom Clancy, romancier et spécialiste du renseignement américain et de la CIA, y a consacré son livre Rainbow Six.
Autres romans :
- Arkange d'Anthony Horowitz
- The Divide de Nicholas Evans
- État d'urgence de Michael Crichton
- A Friend of the Earth (en) de T. Coraghessan Boyle
- Hoot (novel) (en) et Sick Puppy (en) de Carl Hiaasen
- Mengele Zoo (en) de Gert Nygårdshaug
- Mars la bleue de Kim Stanley Robinson
- Le Parfum d'Adam de Jean-Christophe Rufin
- S.O.S. Antarctica de Kim Stanley Robinson
- Zodiac de Neal Stephenson
- La Guérilla des animaux de Camille Brunel
- L'Arbre-monde (2018, Richard Powers)

### Cinéma
Au cinéma, le spectre fantasmé de l'éco-terrorisme est devenu une nouvelle catégorie de « méchants », notamment dans les films d'action reaganiens des années 80 et 90, la chute de l'URSS obligeant les scénaristes à trouver de nouveaux stéréotypes d'opposants, jusqu'à la constitution après 2001 de la figure du terroriste islamiste. Ils reprennent en général la grammaire de l'idéaliste misanthrope déjà illustrée par exemple dans le Capitaine Nemo de Jules Verne. 
- Moonraker (1979), James Bond de Lewis Gilbert
- Terrain miné (1994) de Steven Seagal
- L'Armée des douze singes (1995) de Terry Gilliam
- Le Pharmacien de garde (2003), de Jean Veber
- No Pasaran (2009), par Emmanuel Caussé et Eric Martin
- If a Tree Falls: A Story of the Earth Liberation Front (2011), de Marshall Curry
- The East (2013), de Zal Batmanglij
- Night Moves (2013), de Kelly Reichardt
- Inferno (film, 2016) (2016), de Ron Howard
- Avengers: Infinity War (2018), de Anthony et Joe Russo
- Woman at War (2018), de Benedikt Erlingsson

Beaucoup d'autres « méchants » de films d'action se justifient, parfois en quelques mots vagues, par un prétexte malthusien misanthropique, le cas récent le plus typique étant le Thanos de Avengers : Endgame (2019) ; on retrouve des justifications similaires chez le colonel Alan Jonah de Godzilla II, le milliardaire misanthrope Richmond Valentine de Kingsman, ou encore de Ra's al Ghul dans The Dark Knight Rises.
Toutefois, ce thème y est en général tellement artificiel, cosmétique et peu développé qu'il est difficile de qualifier de tels personnages de militants écologistes.

### Télévision
- Continuum (2012-2015)
- Utopia (2013-2014) de Dennis Kelly.

### Jeux vidéo
On retrouve la même thématique jusque dans les récits vidéoludiques : ainsi le jeu Final Fantasy VII est centré autour du combat entre le groupe écoterroriste « Avalanche » et une organisation politico-industrielle hégémonique appelée la « Shinra » ; au début du jeu, le joueur a pour mission faire exploser des centrales nucléaires, acte mis en discussion par la suite. 
De même, dans l'opus Pokémon saphir, les principaux antagonistes sont la Team Aqua, qui cherche à agrandir les océans en recourant aux pouvoirs de Kyogre, au détriment des populations humaines.

### Documentaires
- Philippe Borrel, Les Insurgés de la Terre, Arte[46] France, 2010, 54 min[47].
- Peter Jay Brown, Confessions of an Eco-Terrorist, 2010, 90 min.